# Jo De Meyere
Pour les articles homonymes, voir De Meyer.
Johan Gaston Juliana Emiel De Meyere, dit Jo De Meyere (né à Eeklo le 21 février 1939), est un acteur belge.

## Filmographie
- 1976 : Mort d'une nonne (Dood van een non)
- 1985 : De leeuw van Vlaanderen
- 1990 : Alfa Papa Tango (série télévisée belge en néerlandais)
- 2003 : La Mémoire du tueur (De zaak Alzheimer)
- 2010-2011 : Witse (série télévisée - deux épisodes)
- 2016 : Achter de wolken de Cecilia Verheyden : Gerard